# Galeus boardmani
Galeus boardmani és una espècie de peix de la família dels esciliorrínids i de l'ordre dels carcariniformes.

## Morfologia
- Els mascles poden assolir 61 cm de longitud total.[1][2]

## Alimentació
Menja principalment peixos, crustacis i cefalòpodes.

## Hàbitat
És un peix marí de clima temperat que viu entre 128-823 m de fondària.

## Distribució geogràfica
Es troba al sud d'Austràlia.